# Kay Walkowiak
Kay Walkowiak (* 1980 in Salzburg) ist ein österreichischer Bildhauer, Fotograf und Videokünstler.

## Leben
Kay Walkowiak studierte Fotografie und Videokunst bei Eva Schlegel an der Akademie der Bildenden Künste Wien, Bildhauerei & Multimedia bei Erwin Wurm und Kunst beziehungsweise Kommunikative Praxis bei Werner Feiersinger, Tanja Widmann und Michael Kienzer an der Universität für angewandte Kunst, Wien, sowie Expanded Expression an der Tokyo Zokei University, Japan.

## Werk

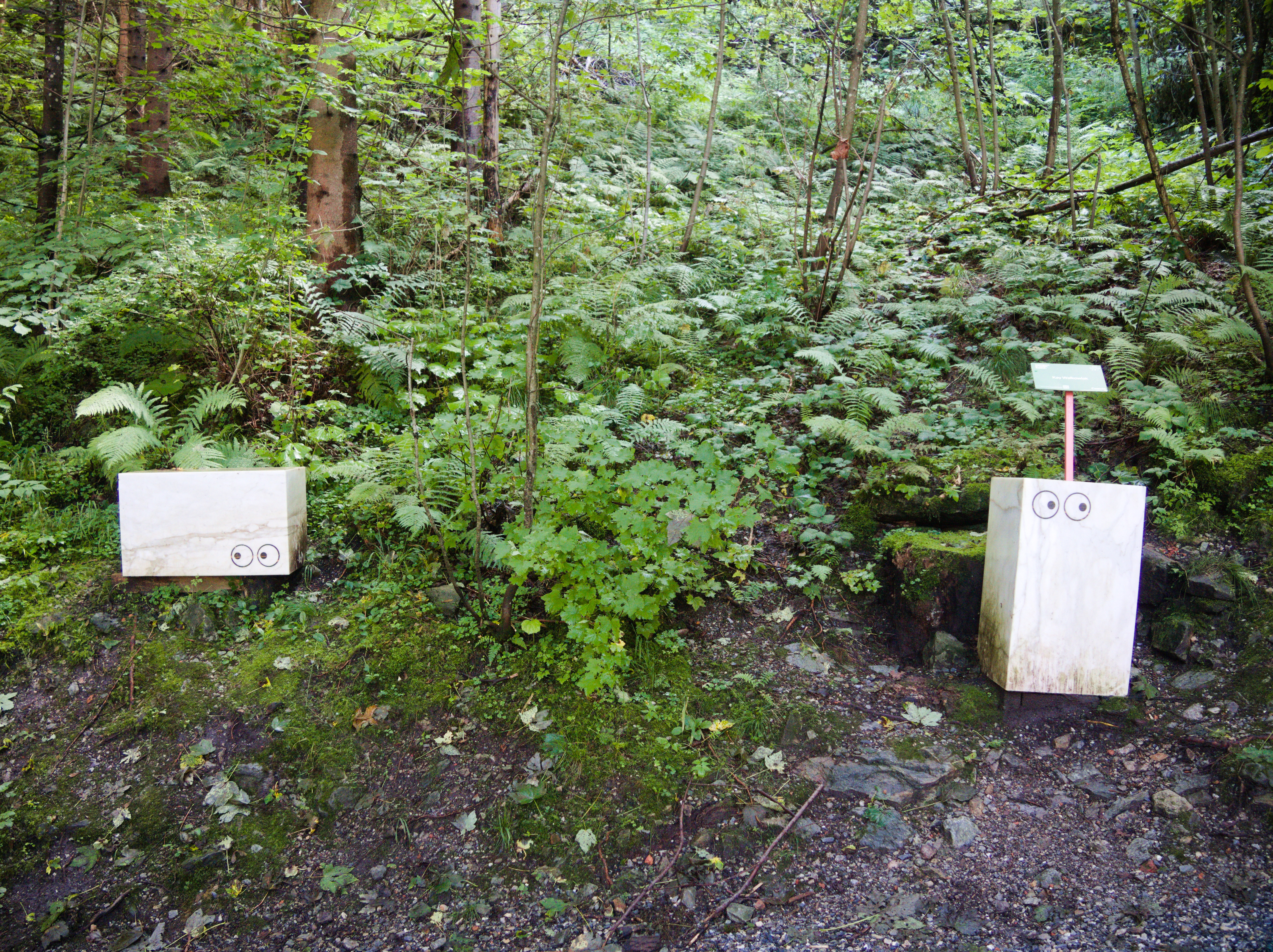
Installation Eternal Cubes am Grabenbäckersteig in Bad Gastein

Walkowiaks Werk ist eine komplexe Mischung aus Installation, Skulptur, Fotografie und Videokunst, die Strategien der Konzeptuellen Kunst und Post-Minimal Art vereint. In vielen seiner Arbeiten erforscht er die historische und soziokulturelle Handhabe von Formen und hinterfragt deren Funktion als Projektionsfläche für zeitlose Utopien.

## Auszeichnungen
- 2010 Theodor Körner Preis Skulpturenachse Maissau, Preis Wiener Wasser Kunst, Preis
- 2008 Otto Prutscher Preis

## Soloausstellungen
- 2017 Requiem of Lost Forms, K&K Telegrafenamt, Wien, Österreich
- 2016 The Haunting Ghost, Soulangh Cultural Park, Tainan, Taiwan
- 2016 The City Beautiful, Galerie im Turm, Berlin, Deutschland
- 2016 Forms In Time, MAK – Österreichisches Museum für Angewandte Kunst, Wien, Österreich
- 2016 Divine Monochromes, Galerie Crone Wien, Wien, Österreich
- 2016 Supreme Forms, Haus Wittgenstein, Wien, Österreich
- 2015 Habitat, Neuer Kunstverein Wien, Wien, Österreich
- 2015 Abstraction Rhapsody (mit Anna-Sophie Berger), wellwellwell, Wien, Österreich
- 2014 Minimal Vandalism, Antimatter Media Art Festival, Legacy Art Gallery, Victoria, Kanada
- 2014 A Different Order (together with Nandita Raman), FJK3, Wien, Österreich
- 2014 Ritual Union, Feldbuschwiesner Galerie, Berlin, Deutschland
- 2014 Making Sense Out of Abstraction, Feldbuschwiesner Galerie, Berlin, Deutschland
- 2014 Minimal Vandalism, Feldbuschwiesner Galerie, Berlin, Deutschland
- 2014 Making Sense Out of Abstraction, Salzburger Kunstverein, Salzburg, Österreich
- 2013 Stages of Rest, Kunstquartier, Hospiz am Arlberg, St. Christoph, Österreich
- 2013 Transtone (together with Nazim Yilmaz), Krokus Gallery, Bratislava, Slowakei
- 2012 The Mechanics of Form, Tiroler Kunstpavillon, Innsbruck, Österreich
- 2012 Rectangles, The Lust Gallery, Wien, Österreich
- 2010 Kay Walkowiak, MAGAZIN, Wien, Österreich
- 2008 Toko doesn ́t want to sleep alone, Node Gallery, Tokyo, Japan[3]